# مديرية اللحية

تعديل مصدري - تعديل

مديرية اللُحَيّة إحدى مديريات محافظة الحديدة في غرب اليمن. بلغ عدد سكانها 105682 نسمة عام 2004. مركزها مدينة اللحية.